# György Gerendás
György Gerendás, född 23 februari 1954 i Budapest, är en ungersk vattenpolospelare. Han ingick i Ungerns landslag vid två olympiska spel.
Gerendás gjorde ett mål i den olympiska vattenpoloturneringen i Montréal där Ungern tog guld. I den olympiska vattenpoloturneringen i Moskva gjorde Gerendás tio mål och Ungern tog brons.
Gerendás tog EM-guld i Jönköping 1977.